# Špičaté těleso

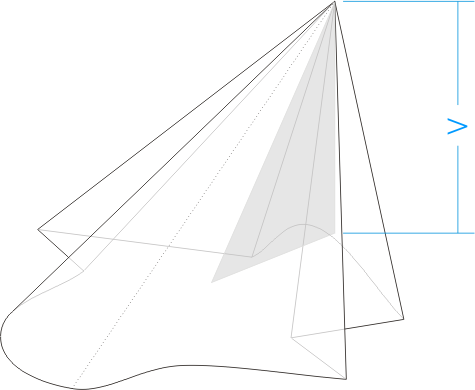
Špičaté těleso

Špičaté těleso je těleso se základnou, ve které všechny body po obvodu jsou spojeny s vrcholem,[zdroj?] kde:
{\displaystyle S_{b}} je plocha základny vespod (největší část)
v je výška vrcholu od základny (kolmá).

## Objem
Objem se počítá tak, že naše těleso rozsekáme po výšce tedy na ose y na tenké plátky o tloušťce d y a ty zintegrujeme dohromady integrálem.
{\displaystyle V=\int _{0}^{v}{S(y)dy}}, 

kde

{\displaystyle S(y)=S_{b}.(1-{\frac {y}{v}})^{2}=S_{b}.(1-{\frac {2.y}{v}}+{\frac {y^{2}}{v^{2}}})}, 

potom 

{\displaystyle V=S_{b}\int _{0}^{v}{(1-{\frac {2.y}{v}}+{\frac {y^{2}}{v^{2}}})dy}=S_{b}.[y-{\frac {2.y^{2}}{2v}}+{\frac {y^{3}}{3.v^{2}}}]_{0}^{v}=S_{b}.(v-{\frac {2.v^{2}}{2v}}+{\frac {v^{3}}{3.v^{2}}}-0)=S_{b}.(v-v+{\frac {v}{3}})}. 

Z toho vyplývá, že 

{\displaystyle V=S_{b}.{\frac {1}{3}}v} 

a vidíme zde, že je naprosto jedno, jaký tvar má základna a kde je vrchol, důležité je jen, v jaké kolmé výšce od základny se vrchol nachází, a dále může být mimo základnu a nebo nad ní či kdekoliv.

## Povrch
Povrch vypočítáme tak, že sečteme povrch základny a pláště. Povrch pláště zase tak, že obvod základny rozdělíme na body s tloušťkou {\displaystyle di} a délkou L(i),
kde L(i) je délka spojnice bodu {\displaystyle di} a vrcholu.
{\displaystyle P=\int _{0}^{l}{L(i)di}}